# Draba porsildii
Draba porsildii är en korsblommig växtart som beskrevs av Gerald Alfred Mulligan. Draba porsildii ingår i släktet drabor, och familjen korsblommiga växter. Inga underarter finns listade i Catalogue of Life.